# 希塔托 (北倫達省)
7°22′S 20°50′E / 7.367°S 20.833°E
希塔托（Chitato），是安哥拉的城鎮，位於該國東北部，由北倫達省負責管轄，北鄰剛果民主共和國，東鄰坎布洛，該城鎮有豐富的鑽石資源，2006年人口107,251。